# Ковердяки
Ковердя́ки (бел. Кавярдзякі, транслитерация — Kaviardziaki, пол. Kowerdziaki) — деревня в Брестском районе Брестской области на западе Республики Беларусь. Входит в состав Мотыкальского сельсовета.

## География
Деревня Ковердяки расположена в 10 километрах по автодорогам к северу от центра Бреста, в 7 км по автодорогам к юго-востоку от центра сельсовета, агрогородка Большие Мотыкалы. На юге граничит с деревней Тюхиничи. Имеются две промзоны с различными предприятиями, а также футбольное поле.

## История
По письменным источникам Ковердяки впервые упоминаются в XVII веке как поместье в Берестейском повете Берестейского воеводства Великого Княжества Литовского. В начале XVIII века поместье принадлежало князю Чарторыйскому. С 1740 года Ковердяки принадлежали цистерцианскому монастырю деревни Вистычи.
В XIX веке деревня — центр одноимённого имения, частная собственность в Брестском уезде Гродненской губернии. Согласно ревизии в 1858 году в деревне было 156 крестьянских душ. В 1870 году имение принадлежало Ф. Ягмину. Деревня была в составе Ковердяковского сельского общества. В 1876 году — 63 двора.
По переписи 1897 года — 44 двора, хлебозапасный магазин и трактир. В 1905 году — деревня (420 жителей) и имение (44 жителя) Мотыкальской волости Брестского уезда.
По Рижскому мирному договору 1921 года Ковердяки вошли в состав Польши, в Мотыкальскую гмину Брестского повета Полесского воеводства. По переписи 1921 года в деревне вместе с прилегающим хутором числилось 28 жилых зданий, в которых проживало 199 человек (101 мужчина и 98 женщин), из них 189 поляков и 10 белорусов (по вероисповеданию — 182 православных, 16 римских католиков и 1 иудей)
В 1939 году поселение вошло в состав БССР. Во время Великой Отечественной войны погибли 18 сельчан. В 1945 году открыта машинно-тракторная станция.

## Инфраструктура
В Ковердяках работают детский сад — начальная школа (образована в 1976 году, 35 работников и 93 ребёнка), сельский дом культуры с библиотекой, 2 магазина Брестского РайПО и 1 частный, а также отделение связи.

## Почётные жители
Валерий Владимирович Могучий, белорусский скульптор. Родился в Ковердяках в 1959 году.

## Население
По состоянию на 1 января 2023 года в Ковердяках проживало 1385 жителей в 544 хозяйствах, из них 283 моложе трудоспособного возраста, 829 в трудоспособном возрасте и 273 старше трудоспособного возраста.
Ниже вы можете увидеть демографические изменения с 1858 по 2019 годы.
| 1858 | 1876 | 1897 | 1905 | 1921 | 1959 | 1970 | 1999  | 2005  | 2009  | 2019  |
| ---- | ---- | ---- | ---- | ---- | ---- | ---- | ----- | ----- | ----- | ----- |
| 156  | ↗365 | ↘320 | ↗464 | ↘199 | ↗380 | ↗542 | ↗1163 | ↗1217 | ↗1273 | ↗1439 |